# Charlotte Schwab
Charlotte Schwab (Basilea, 17 dicembre 1952) è un'attrice svizzera.
Attrice tedesca nata in Svizzera famosa per la partecipazioni nel ruolo del commissario Anna Engelhardt in Squadra Speciale Cobra 11, nota serie televisiva in onda in Germania su RTL e in Italia su Rai 2, ha ottenuto consenso del pubblico italiano proprio per questo telefilm.

## Filmografia

### Cinema
- La magnifica coppa, regia di Michael Steinke (2009)
- Joe Ride, regia di Adele Lim (2023)

### Televisione
- Tatort – serie TV, 6 episodi (1996 - 2005)
- Squadra Speciale Cobra 11 (Alarm für Cobra 11 - Die Autobahnpolizei) – serie TV, 157 episodi (1997-2016)
- Das Duo - serie TV, 24 episodi (2002-2012)
- Lolle - serie TV, 8 episodi (2002-2005)
- JAG - Avvocati in divisa – serie TV, (2003)
- Squadra Speciale Cobra 11 - Sezione 2 (Alarm für Cobra 11 - Einsatz für Team 2) – serie TV, 10 episodi (2003 - 2005)
- Il commissario Köster (Der Alte) – serie TV, 1 episodio (2010)
- Last Cop - L'ultimo sbirro (Der letzte Bulle) – serie TV, (2012)
- Davos (Davos 1917) – serie TV, (2023)

## Riconoscimenti
- 1978 – Förderpreis für Literatur der Landeshauptstadt Düsseldorf*[1]

## Doppiatrici italiane
Nelle versioni in italiano nelle opere in cui ha recitato, Charlotte Schwab è stata doppiata da:
- Angiola Baggi in Squadra Speciale Cobra 11
- Isabella Pasanisi in Lolle